# كارل إم. غريمستاد
كارل إم. غريمستاد هو فلاح وسياسي أمريكي، ولد في 9 أغسطس 1856، وتوفي في 28 فبراير 1940. نشط حزبياً في الحزب الجمهوري. وقد انتخب عضو جمعية ولاية ويسكونسن ‏.